# 东清彦
東清彥（日语： Azuma Kiyohiko，1968年5月27日—），日本漫畫家。男性。四葉工作室員工。出身於兵庫縣高砂市。
主要作品有《笑園漫畫大王》、《四葉妹妹！》。他是一位以動畫風格人物描繪悠閒日常生活的作家。《笑園漫畫大王》曾被製成電視動畫。
自畫像《笑園漫畫》時期使用老爹魎皇鬼，《笑園漫畫大王》連載之後改用知世爸爸。

## 經歷
小學時期是個純粹喜歡打棒球的運動少年。中學3年級在朋友的影響之下，開始喜歡漫畫和動畫，高中2年級加入同人團體時第一次嘗試畫漫畫。當時畫了不少《福星小子》的戲仿漫畫。此時，他的志願是要成為一名動畫師，因此高中（兵庫縣立加古川東高等學校）畢業後，進入大阪藝術大學選讀藝術學部影像學科，但因為對動畫的熱情迅速減少，只讀不到1年就退學。
後來，東清彥發現自己喜歡上繪畫，所以另選了美術系的專科學校前往學習。大學選了神戶藝術工科大學藝術工學部視覺情報設計學科，並說只是在這所大學過得十分謙遜。入學1年之後，在名為『A-ZONE』的個人雜誌上開始了同人活動，並畫了不少《美少女戰士》的戲仿漫畫。大學畢業時，立志決定當漫畫家，頻繁投稿並得到佳作出道。出道後，東清彥不斷地在遊戲原畫和選集漫畫、插圖的領域中活動。此外本身也是《Fanroad》的投稿者。大學畢業後，獲得學士（藝術工程）學位。
1999年開始在《月刊Comic電擊大王》（MediaWorks）上連載4格漫畫《笑園漫畫大王》而一舉成名。但是《笑園漫畫大王》連載完結後，毅然決定跳脫4格漫畫，挑戰從來缺乏經驗的連環漫畫，因此2003年《四葉妹妹！》連載開始，還因其對日常生活的出色描繪而獲得高度讚譽，2020年為止至今連載中。《笑園漫畫大王》、《四葉妹妹！》2006年都入選日本媒體藝術100選漫畫部門。
2000年5月，與里見英樹2人一起在東京都練馬區共同成立四葉工作室。
此外，本身對私人的事情目前不方便多說，但2011年在其網誌中表示，會購買兒童椅並不是自己有了小孩，事實上是要當參考資料用的。

## 作品列表

### 漫畫
- 淫魔亂舞（1997年，成人漫畫，筆名作畫，松文館（日语：松文館））
- Try！Try！Try！（1998年（連載於網路平台網站），2001年（3篇都經過重繪之後收錄於《笑園漫畫2》）
- Wallaby（日语：わらびー）（1998年—2000年，《遊戲金（日语：げーむじん）》，T2出版（日语：ティーツー出版） 收錄於《笑園漫畫2》）
- 笑園漫畫大王（1999年—2002年，全4冊，《月刊Comic電擊大王》，MediaWorks）
  - 笑園漫畫大王 補習篇（2009年，《月刊少年Sunday》，小學館）
- 四葉妹妹！（2003年—，已出版16冊，《月刊Comic電擊大王》，MediaWorks）
  - 上面短篇「Try！Try！Try！」登場人物和其他設定改變的長期連載作品。

### 選集
- 4格漫畫園區 續·餓狼傳說（1994年11月，勁文社（日语：ケイブンシャ））
- 4格漫畫園區 侍魂（1994年12月，勁文社）
- 4格漫畫園區 豪血寺一族2（日语：豪血寺一族）（1995年3月，勁文社）
- 4格漫畫園區 真侍魂 霸王丸地獄變（1995年4月、勁文社）
- 遊戲偶像精選集花小路克拉拉的所有（1995年5月，勁文社）
- 超級大金剛4格漫畫園區（1995年6月，勁文社）
- 超真實麻雀（日语：スーパーリアル麻雀）PV樂園―全明星4人出擊（1996年1月，SB創意）
- 豪血寺一族2（日语：豪血寺一族）稍稍片刻最強傳說漫畫選集（1996年2月，SB Creative Corp）
- 闘神傳2（日语：闘神伝）漫畫選集（1996年5月，SB Creative Corp）
- 小貓俱樂部（1996年5月，櫻桃書房（日语：オークラ出版））
- Gods in His Heaven新世紀福音戰士漫畫選集（1996年7月，Movic（日语：ムービック））
- 魔域幽靈：獵人Darkstalker's Revenge漫畫選集（1996年8月，SB創意）
- All's Right with the World 新世紀福音戰士漫畫選集（1997年1月，Movic）
- 笑聲壺風塵英雄（日语：風来のシレン）4格漫畫集（1997年4月，CHUNSOFT）
- 心動美麗同盟（日语：ドキドキプリティリーグ）設定資料集（4格漫畫，1997年7月，Movic）
- 格鬥天王'96漫畫選集（1997年8月，Movic）
- 漫畫心動美麗同盟嘉年華（1997年9月，KOEI）
- 快打旋風漫畫選集（1998年4月，Movic）
- 大運動會漫畫選集（1998年9月，Broccoli）
- Leaf Fight交換卡片公式導覽手冊（「笑園漫畫FIGHT」，1999年4月，MediaWorks）
- To Heart選集+α（1999年8月，T2出版）
- To Heart Visual Fun Book（「去吧！To Heart」，1999年9月，MediaWorks）
- LEAF FIGHT交換卡片遊戲公式導覽手冊2000（「回來了!! 笑園漫畫FIGHT」，2000年4月，MediaWorks）
- LEAF FIGHT交換卡片遊戲公式導覽手冊Visual Fun Book（2000年5月，MediaWorks）
- 漫畫派對 Visual Fun Book（2002年6月，MediaWorks）
- 元神草莓棉花糖（無標題單頁漫畫，月刊Comic電擊大王2005年10月號增刊）

### 其它
- 笑園漫畫（1998年，先鋒LDC）—宣傳漫畫和切圖的作品集。沒有CD-ROM的版本於2001年6月經Media Works重新印刷名為再版。
- 笑園漫畫2（2001年，先锋LDC）—作品集，附CD-ROM
- 四葉妹妹♪（CD，2005年4月，Geneon Entertainment）：《四葉妹妹！》形象專輯
- 四葉妹妹♪ 組曲 冬將軍（CD，2006年11月，Geneon Entertainment）
- 四葉與白色和黑色的動物（繪本，2006年12月，MediaWorks）
- DA VINCI（日语：ダ・ヴィンチ） 擔任的插圖（2012年7月號—）

### 人物設定
- （人物設定，1994年，擔當舞野舞，處女作）
- 魔法遊戲（日语：魔法遊戯）（2001年放映，人物設定工作完成約在1998年）

### 插圖、介紹漫畫等相關作品
（在下面的作品列表中，大部分收錄在《笑園漫畫》）
- 神秘的世界（OVA、電視動畫 等）
- 平行世界物語（日语：デュアル!ぱられルンルン物語）（電視動畫 等）
- 天地無用！（OVA、電視動畫、電影動畫、遊戲 等）
- 大運動會（OVA、電視動畫、遊戲 等）
- 魔法少女砂沙美（電視動畫 等）
- To Heart4格漫畫劇場（1999年，艾尼克斯）
- To Heart HeartHeart：明信片書（2000年，艾尼克斯）
- LEAF FIGHT TCG（日语：リーフファイトTCG）（交換卡片遊戲）
- 水瓶戰記（交換卡片遊戲）[4]
- 電擊萌王2002年3月創刊號（封面、電話卡、海報插圖）
- Afternoon2004年2月號（Afternoon全明星CD-ROM插圖）
- Realize（日语：リアライズ (ゲーム)）（2004年4月23日，標題設計）
- 嬉皮笑園（電視動畫第16話片尾插圖）
- 福星小子新裝版第31冊（插圖）
- 電視動畫版神薙（第12幕片尾插圖）
- 清秀佳人（2011年限定，封面插圖，角川文庫）
- 烏龍派出所（第175冊／日本版；第125冊／台灣版）
- Wonder Festival吉祥物「Wonder&Reset」（2014年夏天～）[注 3]
- DA VINCI（日语：ダ・ヴィンチ (雑誌)）2014年10月號 《進擊的巨人》阿爾敏·亞魯雷特的插圖[5]
- 3月的獅子（電視動畫第13話片尾插圖）

## 腳註

## 外部連結
- A-ZONE，存于 （日語）
- （日語）—東清彥的官方個人部落格。
- 四葉工作室 （日語）
- Sekai no AZUMANGA （日語）
- 东清彦的X（前Twitter） （日語）
- 东清彦的Instagram帳戶 （日語）